# Suchlin
Suchlin (Rhodanthe Lindl.) – rodzaj roślin z rodziny astrowatych (Asteraceae). Obejmuje 46 gatunków, wszystkie będące endemitami Australii, w większości (36 gatunków) rosnącymi w zachodniej części tego kontynentu. Rośliny siedlisk półpustynnych.
Niektóre gatunki uprawiane są jako rośliny ozdobne, najczęściej suchlin Manglesa R. manglesii. Gatunek jako zdziczały z upraw rośnie na różnych obszarach w strefie międzyzwrotnikowej (Sumatra, Indie, Kolumbia), ale też w strefie umiarkowanej (Wielka Brytania i Norwegia). Rośliny te uprawiane są dla barwnych i trwałych po przekwitnięciu kwiatostanów, wykorzystywanych do suchych kompozycji.

## Morfologia
PokrójRośliny zielne (w większości roczne, tylko jeden gatunek to bylina).
LiścieSkrętoległe, całobrzegie, kutnerowato owłosione z obu stron, żywozielone  do szarozielonych.
KwiatyZebrane w koszyczki wyrastające pojedynczo lub skupione po kilka na szczycie pędu. Listki okrywy papierzaste i barwne. Dno kwiatostanowe wypukłe, bez łuszczynek. Kwiaty w koszyczku niezróżnicowane, obupłciowe. Korony kwiatów barwy żółtej.
OwoceNiełupki podługowate, ze spłaszczonymi osiami pierzastego puchu kielichowego tworzącymi pierścień na ich szczycie.

## Systematyka
Pozycja według APweb (aktualizowany system APG IV z 2016)
Jeden z rodzajów plemienia Gnaphalieae z podrodziny Asteroideae w obrębie rodziny astrowatych (Asteraceae) z rzędu astrowców (Asterales) należącego do dwuliściennych właściwych. W niektórych ujęciach bywał lub bywa łączony z Helipterum DC.
Wykaz gatunków
- Rhodanthe anthemoides (Sieber ex Spreng.) Paul G.Wilson
- Rhodanthe ascendens Paul G.Wilson
- Rhodanthe battii (F.Muell.) Paul G.Wilson
- Rhodanthe charsleyae (F.Muell.) Paul G.Wilson
- Rhodanthe chlorocephala (Turcz.) Paul G.Wilson – suchlin różowy
- Rhodanthe citrina (Benth.) Paul G.Wilson
- Rhodanthe collina Paul G.Wilson
- Rhodanthe condensata (F.Muell.) Paul G.Wilson
- Rhodanthe corymbiflora (Schltdl.) Paul G.Wilson
- Rhodanthe corymbosa (A.Gray) Paul G.Wilson
- Rhodanthe cremea Paul G.Wilson
- Rhodanthe diffusa (DC.) Paul G.Wilson
- Rhodanthe floribunda (DC.) Paul G.Wilson
- Rhodanthe forrestii (F.Muell.) Paul G.Wilson
- Rhodanthe frenchii (F.Muell.) Paul G.Wilson
- Rhodanthe fuscescens (Turcz.) Paul G.Wilson
- Rhodanthe gossypina Paul G.Wilson
- Rhodanthe haigii (F.Muell.) Paul G.Wilson
- Rhodanthe heterantha (Turcz.) Paul G.Wilson
- Rhodanthe humboldtiana (Gaudich.) Paul G.Wilson
- Rhodanthe laevis (A.Gray) Paul G.Wilson
- Rhodanthe manglesii Lindl. – suchlin Manglesa
- Rhodanthe margarethae (F.Muell.) Paul G.Wilson
- Rhodanthe maryonii (S.Moore) Paul G.Wilson
- Rhodanthe microglossa (Maiden & Betche) Paul G.Wilson
- Rhodanthe moschata (A.Cunn. ex DC.) Paul G.Wilson
- Rhodanthe nullarborensis Paul G.Wilson
- Rhodanthe oppositifolia (S.Moore) Paul G.Wilson
- Rhodanthe pollackii (F.Muell.) Paul G.Wilson
- Rhodanthe polycephala (A.Gray) Paul G.Wilson
- Rhodanthe polygalifolia (DC.) Paul G.Wilson
- Rhodanthe polyphylla (F.Muell.) Paul G.Wilson
- Rhodanthe propinqua (W.Fitzg.) Paul G.Wilson
- Rhodanthe psammophila Paul G.Wilson
- Rhodanthe pygmaea (DC.) Paul G.Wilson
- Rhodanthe pyrethrum (Steetz) Paul G.Wilson
- Rhodanthe rubella (A.Gray) Paul G.Wilson
- Rhodanthe rufescens Paul G.Wilson
- Rhodanthe sphaerocephala Paul G.Wilson
- Rhodanthe spicata (Steetz) Paul G.Wilson
- Rhodanthe sterilescens (F.Muell.) Paul G.Wilson
- Rhodanthe stricta (Lindl.) Paul G.Wilson
- Rhodanthe stuartiana (Sond. & F.Muell.) Paul G.Wilson
- Rhodanthe tietkensii (F.Muell.) Paul G.Wilson
- Rhodanthe troedelii (F.Muell.) Paul G.Wilson
- Rhodanthe uniflora (J.M.Black) Paul G.Wilson